# Балконс-Гайтс (Техас)
Балконс-Гайтс (англ. Balcones Heights) — місто (англ. city) в США, в окрузі Беар штату Техас. Населення — 2746 осіб (2020).

## Географія
Балконс-Гайтс розташований за координатами 29°29′24″ пн. ш. 98°32′54″ зх. д. / 29.49000° пн. ш. 98.54833° зх. д. (29.489911, -98.548292).  За даними Бюро перепису населення США в 2010 році місто мало площу 1,64 км², з яких 1,64 км² — суходіл та 0,00 км² — водойми.

## Демографія
Згідно з переписом 2010 року, у місті мешкала 2941 особа в 1366 домогосподарствах у складі 650 родин. Густота населення становила 1796 осіб/км².  Було 1630 помешкань (995/км²).
Расовий склад населення:
| - 73,3 % — білих - 7,1 % — чорних або афроамериканців - 1,4 % — корінних американців - 1,0 % — азіатів - 13,9 % — осіб інших рас |

До двох чи більше рас належало 3,2 %. Частка іспаномовних становила 74,5 % від усіх жителів.
За віковим діапазоном населення розподілялося таким чином: 25,2 % — особи молодші 18 років, 67,1 % — особи у віці 18—64 років, 7,7 % — особи у віці 65 років та старші. Медіана віку мешканця становила 33,0 року. На 100 осіб жіночої статі у місті припадало 99,4 чоловіків;  на 100 жінок у віці від 18 років та старших — 100,4 чоловіків також старших 18 років.
Середній дохід на одне домашнє господарство  становив 35 679 доларів США (медіана — 30 208), а середній дохід на одну сім'ю — 42 803 долари (медіана — 34 907). За межею бідності перебувало 23,3 % осіб, у тому числі 24,8 % дітей у віці до 18 років та 35,1 % осіб у віці 65 років та старших.
Цивільне працевлаштоване населення становило 1566 осіб. Основні галузі зайнятості: освіта, охорона здоров'я та соціальна допомога — 27,8 %, мистецтво, розваги та відпочинок — 20,5 %, фінанси, страхування та нерухомість — 12,4 %, науковці, спеціалісти, менеджери — 12,1 %.